# Allothelaira diaphana
Allothelaira diaphana là một loài ruồi trong họ Tachinidae.